# Charles Albert Edwin Harriss
Charles Albert Edwin Harriss   (17 de desembre de 1862 - 31 de juliol de 1929) va ser un compositor, empresari, educador, organista-director de cor i director d'orquestra anglès i canadenc.

## Adolescència i educació
Harriss va néixer a Londres. Era fill d'Edwin Harriss, organista i director de cor. Va estudiar al "St. Michael's College", Tenbury, amb Sir Frederick Ouseley. Després de graduar-se, el seu primer treball va ser el de mestre de cor a l'església de "St. John's a Wrexham", Gal·les.

## Carrera
Als 18 anys Harriss va ser nomenat organista en una església de Welshpool, Gal·les. A través de les connexions del seu mestre Ouseley a Canadà i després d'una petició directa d'Agnes Macdonald, esposa del primer ministre del Canadà, Sir John Macdonald, Harriss va ser convidat a fer una audició per a la feina d'organista a "St. Alban the Martyr" a Ottawa, Canadà. Després d'instal·lar-s'hi el 1882, es va convertir en l'organista de la "Christ Church Cathedral" de Montreal (1883–1886). El 1886 Harriss va succeir el seu propi pare com a organista a l'església del "Sant Apòstol", també a Mont-real.
Harriss va compondre diversos himnes i altres obres corals. La seva composició més famosa és la seva òpera Torquil, concebuda primerament el 1896 com una partitura per a piano i vocal subtitulada "una llegenda dramàtica escandinava", sobre un text d'Edward Oxenford. Tot i que estructuralment operístic, el compositor va advertir a la partitura que "pot ser cantada per les societats corals, però s'ha de donar sense costum ni acció". Torquil va ser estrenat el 22 de maig de 1900 a Massey Hall, Toronto, per lOrquestra del Festival de Boston amb la direcció de Harriss.
El 1894 Harriss es va convertir en el director fundador del Conservatori de Música McGill (avui l'Escola de Música Schulich), supervisant 26 instructors de música. Va continuar component música religiosa, incloent misses i cantates.
Harris va organitzar una sèrie de festivals de música a tot Canadà. El 1910 va publicar diverses obres patriòtiques. També va estar al capdavant o portant les brillants estrelles del dia al seu país recentment adoptat, com el baríton anglès Charles Santley el 1891 i la soprano Emma Albani el 1896.

## Vida particular
El 1897, Harriss es va casar amb Ella Beatty-Shoenberger, filla de John Beatty, M.D., professor de Ciències a la Universitat Victoria, Cobourg, Ontario, i Eleanor Armstrong. Va ser vídua de l'industrial nord-americà George K. Shoenberger, que li va deixar una fortuna considerable. El 1900 la parella va comprar la casa d'Ottawa de Lady Macdonald, Earnscliffe.
Segons Nadia Turbide al Diccionari de biografia canadenca, Harriss era un ferm imperialista britànic que intentava portar els "estàndards" culturals britànics als dominis de la corona a l'estranger.
Charles A. E. Harriss de vegades es confon amb el seu homònim i company de composició, Charles Lewis Matthew Harris (1863-1925). A més de la similitud entre els seus noms i cognoms, la confusió es produeix pel fet que aquest últim era també un organista i mestre de cor, nascut també a Anglaterra (Staningly, Yorkshire) i que més tard (de petit) es va traslladar al Canadà, finalment convertint-se en el fundador i primer director del Conservatori Hamilton.

## Mort i llegat
Harriss va morir el 1929. Els seus papers estan arxivats a la Biblioteca Nacional del Canadà.

## Treballs (selecció)
- Daniel before the King, cantata dramàtica, 1884
- Torquil, òpera lírica, 1894
- Festival Mass, 1901
- Coronation Mass for Edward VII, 1903
- Pan, choric idyll, 1904
- The Sands of Dee, balada, 1904
- The Crowning of the King, oda, 1911
- The Admiral, òpera còmica, 1902
- Canadian Fantasie, 1904